# Dicerma biarticulatum
Dicerma biarticulatum är en ärtväxtart som först beskrevs av Carl von Linné, och fick sitt nu gällande namn av Dc. Dicerma biarticulatum ingår i släktet Dicerma och familjen ärtväxter.

## Underarter
Arten delas in i följande underarter:
- D. b. australiense
- D. b. biarticulatum